# DDR-Meisterschaften im Biathlon 1964
Die DDR-Meisterschaften im Biathlon wurden 1964 zum siebten Mal ausgetragen. Bei zwei Meisterschaftsläufen verteidigten Hans-Dieter Riechel und die SG Dynamo Zinnwald ihre Meistertitel.

## 20-km-Einzelrennen
| Platz | Sportler            | Mannschaft           | Punkte |
| ----- | ------------------- | -------------------- | ------ |
| 1     | Hans-Dieter Riechel | ASK Vorwärts Oberhof |        |
| 2     | Wolfgang Böttner    | ASK Vorwärts Oberhof |        |
| 3     | Egon Schnabel       | ASK Vorwärts Oberhof |        |

## Mannschaftswertung
| Platz | Mannschaft              | Sportler | Punkte |
| ----- | ----------------------- | -------- | ------ |
| 1     | SG Dynamo Zinnwald I    |          |        |
| 2     | ASK Vorwärts Oberhof I  |          |        |
| 3     | ASK Vorwärts Oberhof II |          |        |